# Liste der Biografien/Willa
Liste der Biografien |
Portal Biografien |
Personensuche
# |
A |
B |
C |
D |
E |
F |
G |
H |
I |
J |
K |
L |
M |
N |
O |
P |
Q |
R |
S |
T |
U |
V |
W |
X |
Y |
Z |
?
 
Wa |
Wc |
Wd |
We |
Wh |
Wi |
Wj |
Wl |
Wn |
Wo |
Wr |
Ws |
Wt |
Wu |
Ww |
Wy |
Wz
 
Wia |
Wib |
Wic |
Wid |
Wie |
Wif |
Wig |
Wih |
Wii |
Wij |
Wik |
Wil |
Wim |
Win |
Wio |
Wip |
Wir |
Wis |
Wit |
Wiv |
Wiw |
Wix |
Wiz
 
Wila |
Wilb |
Wilc |
Wild |
Wile |
Wilf |
Wilg |
Wilh |
Wili |
Wilj |
Wilk |
Will |
Wilm |
Wiln |
Wilo |
Wilp |
Wilr |
Wils |
Wilt |
Wilu |
Wilw |
Wily |
Wilz
 
Willa |
Willb |
Willc |
Willd |
Wille |
Willf |
Willg |
Willh |
Willi |
Willj |
Willk |
Willm |
Willn |
Willo |
Willr |
Wills |
Willu |
Willv |
Willw |
Willy
Die Liste der Biografien führt alle Personen auf, die in der deutschsprachigen Wikipedia einen Artikel haben. Dieses ist eine Teilliste mit 48 Einträgen von Personen, deren Namen mit den Buchstaben „Willa“ beginnt.

## Willa

### Willaa
- Willaarts, Erik (* 1961), niederländischer Fußballspieler

### Willad
- Willading, Johann Friedrich († 1718), Schweizer Staatsmann und Schultheiss

### Willae
- Willaert, Adrian († 1562), franko-flämischer Komponist und Kapellmeister der Renaissance, Begründer der Venezianischen Schule
- Willaert, Ferdinand (1861–1938), belgischer Maler von Porträts, Landschaften, Stadtansichten und exotischen Szenen
- Willaert, Joseph (1936–2014), belgischer Maler

### Willam
- Willam, Franz Michel (1894–1981), österreichischer Priester, Schriftsteller und Theologe
- Willam, Hans (1702–1784), österreichischer Maurer, Palier und Architekt
- Willamo, Mimosa (* 1994), finnische Schauspielerin
- Willamov, Johann Gottlieb (1736–1777), deutscher Dichter
- Willamowius, Gaby (* 1966), deutsche Erziehungswissenschaftlerin und politische Beamtin
- Willamowski, Fred (1935–2003), deutscher Motorradsportler
- Willamowski, Gerd (* 1944), deutscher Politiker (SPD), Stadtdirektor von Ahlen (1985–1995), Verbandsdirektor des KVR (1995–2004)

### Willan
- Willan, Edward Gervase (1917–2006), britischer Botschafter
- Willan, Gladys (1883–1964), kanadische Musikpädagogin und Pianistin
- Willan, Healey (1880–1968), kanadischer Komponist, Organist, Chorleiter und Musikpädagoge
- Willan, Robert (1757–1812), englischer Arzt und Begründer der Dermatologie
- Willand, Detlef (1935–2022), deutscher Holzschneider, Heimatforscher, Amateurarchäologe
- Willand, Julia (* 1972), südafrikanische Volleyball- und Beachvolleyballspielerin deutscher Herkunft
- Willander, Maja (* 1977), schwedische Autorin
- Willans, Jean Stone (1924–2020), prägende Persönlichkeit der Charismatischen Bewegung

### Willar
- Willard, Adam (* 1973), US-amerikanischer Schlagzeuger
- Willard, Ashbel P. (1820–1860), US-amerikanischer Politiker
- Willard, Charles Forster (1883–1977), US-amerikanischer Ingenieur, Pilot und Rennfahrer
- Willard, Charles W. (1827–1880), US-amerikanischer Politiker
- Willard, Dallas (1935–2013), US-amerikanischer Philosoph, evangelikaler Vordenker und geistlicher Schriftsteller
- Willard, Dan (1948–2023), amerikanischer Informatiker und Logiker
- Willard, Daniel (1861–1942), US-amerikanischer Eisenbahnmanager
- Willard, David E. (* 1946), US-amerikanischer Ethologe und Ornithologe
- Willard, Emma (1787–1870), US-amerikanische Pädagogin
- Willard, Frances (1839–1898), US-amerikanische Lehrerin, Suffragette, Sozialreformerin, Mitbegründerin der Woman’s Christian Temperance Union
- Willard, Frank (1893–1958), US-amerikanischer Comiczeichner und -autor
- Willard, Fred (1933–2020), US-amerikanischer Schauspieler und KomikerFred Willard (1933–2020)

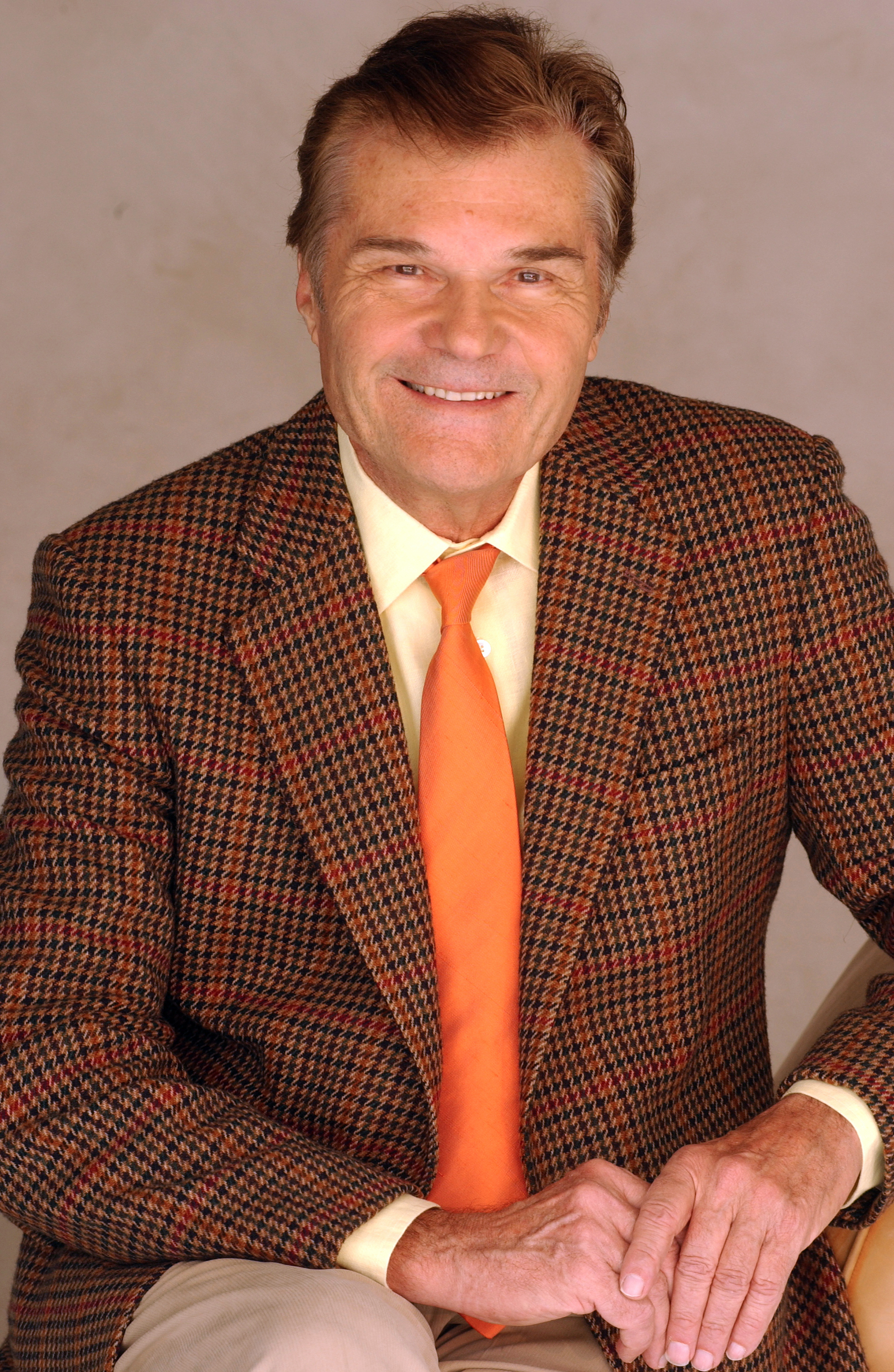
Fred Willard (1933–2020)

- Willard, George (1824–1901), US-amerikanischer Politiker
- Willard, Jess (1881–1968), US-amerikanischer Boxweltmeister im Schwergewicht (1915)
- Willard, Jess (1916–1959), US-amerikanischer Country-Musiker
- Willard, Joseph Edward (1865–1924), US-amerikanischer Politiker und Diplomat
- Willard, Mary Louisa (1898–1993), US-amerikanische Chemikerin, Forensikerin und Hochschullehrerin
- Willard, Neil E. (1937–1998), kanadischer Geistlicher, emeritierter Weihbischof in Montreal
- Willard, Patricia (* 1928), US-amerikanische Jazzautorin und Historikerin
- Willard, Patsy (* 1941), US-amerikanische Wasserspringerin
- Willard, Robert F. (* 1950), US-amerikanischer Militär, Admiral der United States Navy
- Willard, Stephen (1941–2009), US-amerikanischer Mathematiker
- Willareth, Adolf (1874–1953), deutscher Pädagoge

### Willas
- Willaschek, Daniel (* 1980), deutscher Eishockeyspieler
- Willaschek, Marcus (* 1962), deutscher Philosoph

### Willat
- Willatzen, Peter Johann (1824–1898), deutscher Lehrer, Übersetzer und Dichter

### Willau
- Willaume, Alexandre (* 1972), dänischer Schauspieler und Maler
- Willaumez, Jean-Baptiste Philibert (1761–1845), französischer Admiral